# تحرير الوسيلة
تحرير الوسيلة، هو كتاب للعلامة الخميني وهو مجموع فتاويه كمرجع ديني، ويعد كتعليق على نص ديني تقليدي، ودليل لفقهاء الشيعة حول آرائه. الوسيلة التي يعلق عليها كاتبه هي وسيلة الخلاص لأبو الحسن الأصفهاني. غطى تعليق الخميني القضايا الاجتماعية والسياسية مثل الجهاد والأمر بالمعروف والنهي عن المنكر.
 بدأ كتابته أثناء وجوده في المنفى، وقد بدأ في عام 1964 في تركيا وانتهى منه في العراق، ويأتي في مجلدين وأربع طبعات.

## محتوى
وفقًا للشكل التقليدي، يتكون الكتاب من إجابات أو فتاوى «إما مقدمة في شكل إجابات لأسئلة محددة تتعلق بالطقوس أو الحياة المادية للمؤمنين، أو كتمارين منهجية تهدف إلى صياغة إجابات محتملة على أسئلة التأمل.»
يسرد الكتاب 4400 مسألة، معظمها تتعلق بالمسائل الدينية الشخصية مثل الطهارة والصلاة والصوم والحج وغيره. أكثر من 1000 سؤال بقليل تتعلق بالفقه العام بشكل مباشر أو غير مباشر:
18.2٪ من الأسئلة تتعلق بضوابط الطهارة والصلاة.
16٪ من الأسئلة "تتناول أسئلة حول الضرائب الإسلامية كالخمس والزكاة والضرائب المتعلقة بمؤسسات الوقف، مجتمعة مع الطهارة والصلاة، تندرج تقليديا تحت عنوان العبادات.
14.1٪ بالحدود مثل عقوبة السرقة، الزنا، شرب الخمر، الردة وحوالي 1٪ (51 سؤالاً) يتعلق بالدفاع
ما يقرب من 3٪ (129 سؤال)، متعلق بالأمر بالمعروف والنهي عن المنكر
حوالي 1٪ (44 سؤالاً) متعلق بأتباع أديان أهل الكتاب، أهل الذمة
2.3٪ (105 سؤالاً) متعلق بـمسائل المستحدثة: حاول الخميني فيهم بتحديث قانون الشريعة، وتشكل 10 في التأمين، 6 بشأن مكاتب الصرف الأجنبي، 8 عند دفع التعويض، 12 على البنوك، 7 في اليانصيب، 10 في التلقيح الصناعي، 7 في التشريح وزرع الأعضاء، 10 على تغيير الجنس، 11 في الراديو والتلفزيون وما إلى ذلك، 18 على الصلاة والصوم في الطائرة أو عند قطبي الأرض، و6 على الفضاء الخارجي.
25.3٪ (1116) من الأسئلة مرتبطة بشكل مباشر أو غير مباشر بالقوانين العامة. ومنها ضريبة الخمس والأمر بالمعروف والنهي عن المنكر والدفاع والعلاقات مع المسيحيين واليهود.

## انتقادات
أثار الكتاب بعض الجدل لدى نقاد الخميني بسبب بعض مسائل وردت فيه حول معاقبة الممارسات الجنسية مع القصر، بما في ذلك الأطفال الصغار، اشتهرت بـ«زواج المتعة بالرضيعة».

بينما وصفت تحرير الوسيلة بأنها «جوهرية» ومسؤولة عن رفع «مكانة الخميني كفقيه»، يزعم أحد النقاد أن الكتاب كان في الواقع رديء الجودة. قال أمير طاهري أن «اللغة العربية للكتاب كانت غير نحوية ومليئة بالكلمات الفارسية التي لن يفهمها أي عربي».

## تأثير
في إيران، قد اكتسبت الأحكام حكم القانون. فعندما أعلنت وزارة العدل الإيرانية في عام 1987 أن جراحة تغيير الجنس قانونية، فإنها قامت بذلك بشكل كامل على أساس هذا الكتاب وليس على أي قانون. ظهر حكم الخميني في الموضوع تحت باب فرعي بعنوان «تغيير الجنس» ضمن قسم «المسائل المستحدثة».